# Eoenantiornithiformes
De Eoenantiornithiformes zijn een uitgestorven groep vogels behorend tot de Enantiornithes.
In 1999 benoemden Hou Lianhai, Larry Dean Martin, Zhou Zhonghe en Alan Feduccia een orde Eoenantiornithiformes. De groep een "orde" noemen had geen toegevoegde waarde en zowel Martin als Feduccia waren uitgesproken reactionaire onderzoekers die de resultaten en de methodiek van de moderne evolutionaire wetenschap verwierpen. Hun terminologie had daarom geen status in het westen. Het begrip bleek echter toch nuttig te zijn. 
In 2012 definieerde Matthew P. Martyniuk een klade Eoenantiornithiformes als de groep bestaande uit Eoenantiornis buhleri en alle soorten nauwer verwant aan Eoenantiornis dan aan Longipteryx chaoyangensis, Cathayornis yandica of Enantiornis leali.